# Ciociaria
La Ciociaria ([tʃotʃaˈɾiːa], Cioceria ou Ciocciarìa) est le nom populaire péjoratif donné, à partir du XIXe siècle, à certains territoires pauvres du sud-est de Rome, dans le Sud de l'Italie sans limites géographiques définies,,. Une peinture d’Hayez, par exemple, désignant une paysanne de la région, porte ce nom. Un dialecte du Latium, porte le nom de ciociaro ou campanino; il est connu en linguistique comme laziale centro-septentrional.

## Étymologie

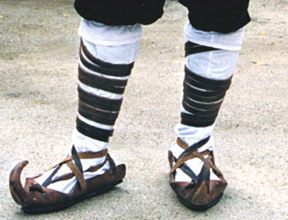
Ciòcie

Ciociaria signifie « terre des ciociàri », bergers qui ont ainsi été appelés en raison de leurs chaussures traditionnelles connues sous le nom de ciocia ['tʃotʃa]. Le nom de ces dernières peut provenir soit du latin soccus (it), soit de l’istrien cioccu (« pointe, bec ») car toute une région du nord de l’Istrie, qui s’appelle toujours Cicceria, était habitée par des bergers istriens qui portaient traditionnellement des ciòcie, et transhumaient jadis à travers toute l’Italie du Nord.

## Géographie
Puisqu'il n'y avait pas, jusqu'à l'époque fasciste, de publications officielles imposant le terme sur les territoires de l'actuelle province de Frosinone, le terme, si rare soit-il, fut utilisé au cours du XIXe siècle de manière assez variée en ce qui concerne les zones géographiques. En 1861, Franco Mistrali a appliqué le terme par exemple aux brigands de Sabine et non du Latium.

### Noms historiques
Le terme géographique correct pour la zone nord de la province de Frosinone est Valle del Sacco (ou moyenne vallée Latine). La zone, habitée par les Hernici, était connue en latin sous le nom de «ager Hernicus».